# Farigliano
Farigliano – miejscowość i gmina we Włoszech, w regionie Piemont, w prowincji Cuneo.
Według danych na rok 2004 gminę zamieszkiwało 1748 osób, 109,2 os./km².